# Charles Fournerat
Charles Fournerat est un homme politique français né le 11 février 1780 à Ancy-le-Franc (Yonne) et décédé le 19 juillet 1867 au même lieu.
Procureur impérial à Mantes-la-Jolie, il est député de Seine-et-Oise en 1815, pendant les Cent-Jours. Rallié à la Restauration, il est ensuite substitut du procureur du roi à Paris.

## Sources
- « Charles Fournerat », dans Adolphe Robert et Gaston Cougny, Dictionnaire des parlementaires français, Edgar Bourloton, 1889-1891 [détail de l’édition]